# Hatsuyuki (Schiff, 1929)
Die Hatsuyuki (japanisch 初雪 ‚Neuschnee‘) war ein Zerstörer der Fubuki-Klasse der Kaiserlich Japanischen Marine. Sie wurde 1929 in Dienst gestellt und nahm am Zweiten Japanisch-Chinesischen Krieg sowie am Zweiten Weltkrieg teil. Das Schiff wurde am 17. Juli 1943 südlich von Bougainville durch Fliegerbomben versenkt.

## Geschichte

### Planung und Bau
Der Bau der Schiffe der Fubuki-Klasse wurde 1923 in Auftrag gegeben, um die Schlagkraft der japanischen Marinestreitkräfte zu erhöhen. Die Klasse stellte einen Quantensprung gegenüber früheren japanischen Zerstörerkonstruktionen dar und wurde folgerichtig als „Spezialtyp-Zerstörer“ (jap. 特型 „Tokugata“, englisch: „Special Type Destroyers“) bezeichnet. In Bezug auf die großen, leistungsstarken Motoren, die hohe Geschwindigkeit, den großen Aktionsradius und die beispiellose Bewaffnung ähnelten diese Zerstörer eher den Leichten Kreuzern der Marinestreitkräfte anderer Nationen. Die Hatsuyuki, gebaut auf der Marinewerft Maizuru, wurde am 12. April 1926 auf Kiel gelegt, am 29. September 1928 fand der Stapellauf statt und die Indienststellung erfolgte am 30. März 1929.

### Japanisch-Chinesischer Krieg
Nach ihrer Indienststellung wurde die Hatsuyuki Teil der Zerstörerdivision 11 der 2. Japanischen Flotte. Während des Zweiten Japanisch-Chinesischen Krieges sicherte die Hatsuyuki die japanische Landung in Shanghai während der Schlacht um Shanghai sowie die Landungen japanischer Streitkräfte in Hangzhou. 1940 nahm sie an der Invasion von Französisch-Indochina teil.

### Zweiter Weltkrieg
Zur Zeit des japanischen Angriffes auf Pearl Harbor wurde die Hatsuyuki mit der Zerstörerdivision 11 zur 1. Japanischen Flotte überstellt und reiste von Kure nach Sanya auf Hainan. Vom 4. Dezember 1941 bis zum 30. Januar 1942 war das Schiff Teil der Geleitschiffe für die schweren Kreuzer Suzuya, Kumano, Mogami und Mikuma von Sanya und Cam Ranh Bay zur Unterstützung der japanischen Invasionen in Malaya, Banka-Palembang und der Anambasinseln.
Am 18. Februar 1942 war das Schiff beteiligt, als zwei Transporte vor Singapur abgefangen wurden, die versuchten, die Stadt noch vor der japanischen Besetzung zu verlassen. Am 27. Februar 1942 trat die Hatsuyuki zur Vorbereitung der Japanischen Invasion Javas der Invasionsgruppe West bei und nahm am 1. März 1942 an der Schlacht in der Sundastraße teil. Hierbei unterstützte sie die Versenkung der Kreuzer Houston und der australischen Perth.
Am 12. März 1942 schloss sie sich der Invasionsgruppe für das nördliche Sumatra an. Am 23. März 1942 war das Schiff dann Teil der Invasionsgruppe der Andamanen und nahm anschließend Patrouillen- und Geleitaufgaben wahr, die während der japanischen Überfälle im Indischen Ozean von Port Blair aus durchgeführt wurden. Danach kehrte das Schiff nach Kure zurück und wurde vom 13. bis 22. April 1943 in der dortigen Werft überholt.
Zwischen dem 4. und 5. Juni 1942 diente die Hatsuyuki als Geleitschiff während der Schlacht um Midway. Im Juli 1942 reiste die Hatsuyuki von Amami-Ōshima über die japanische Marinebasis Mako auf Formosa, Singapur und Sabang nach Mergui, um von dort aus weitere japanische Offensivaktionen im Indischen Ozean zu unterstützen. Die Operation wurde allerdings wegen der amerikanischen Landung auf Guadalcanal abgesagt. Stattdessen verlegte Hatsuyuki auf die Truk-Inseln.
Im August 1942 wurde die Hatsuyuki im Rahmen des sog. „Tokyo Express“ als Sicherungsschiff für nächtliche Hochgeschwindigkeitstransporte von Truppen und Nachschub vom südlichen Bougainville und den Shortland-Inseln zum Kap Esperance auf Guadalcanal eingesetzt. Im Rahmen dieser Aktionen war der Zerstörer in der Nacht vom 4. auf den 5. September 1942 bei der Versenkung der US-Zerstörer Gregory und Little beteiligt.
Während der Schlacht von Cape Esperance in der Nacht vom 11. auf den 12. Oktober 1942 rettete Hatsuyuki 518 Überlebende von dem Schweren Kreuzer Furutaka. Zwei Tage später eskortierte das Schiff die beschädigte Aoba nach Truk. Während der Schlacht bei den Santa-Cruz-Inseln am 26. Oktober 1942 patrouillierte die Hatsuyuki bei den Shortland-Inseln.
Vom 12. bis 15. November war das Schiff an der Seeschlacht von Guadalcanal beteiligt. In der ersten Nacht eskortierte sie das von Vizeadmiral Kurita Takeo kommandierte Schlachtschiffgeschwader und schloss sich dann in der folgenden Nacht dem Beschießungsverband von Admiral Kondō Nobutake an. Zusammen mit dem Leichten Kreuzer Nagara beteiligte sich das Schiff am Angriff auf die US-Zerstörer und half bei der Versenkung der Walke, Preston und Benham sowie bei der Beschädigung der Gwin.
Am 18. November 1942 kehrte die Hatsuyuki nach Truk zurück. Im Dezember war das Schiff Sicherungsfahrzeug für ein weiteres Geleit nach Rabaul, anschließend eskortierte das Schiff den Flugzeugträger Hiyō nach Kure.
Im Januar 1943 eskortierte das Schiff einen Truppengeleitzug von Pusan über Palau nach Wewak und patrouillierte anschließend erneut in den Salomonen. Ende Februar 1943 wurde der Zerstörer der 8. Flotte zugeteilt. Im März unterstützte die Hatsuyuki die Rettung Überlebender der Schlacht in der Bismarcksee, bevor sie zur Überholung nach Kure zurückkehrte.
Im Mai begleitete das Schiff den Flugzeugträger Taiyō von Yokosuka über Manila, Surabaya, Singapur und zurück über die Mako Marinebasis bis nach Sasebo. Im Juni kehrte die Hatsuyuki nach Rabaul zurück und nahm die Versorgungsmissionen des „Tokyo Express“ auf den Salomonen wieder auf.
Während einer solchen Aktion kam es am 5. und 6. Juli 1943 zur Schlacht im Kula-Golf, bei der die Hatsuyuki als Teil einer japanischen Transportergruppe auf einen Verband amerikanischer Kreuzer und Zerstörer traf. Die Hatsuyuki wurde bei dem nachfolgenden Artilleriekampf von sechs Blindgänger-Granaten getroffen, die ihre Lenkung beschädigten und sechs Besatzungsmitglieder töteten.
Am 16. Juli 1943 begleitete das Schiff einen weiteren Truppentransport von Rabaul zu den Shortland-Inseln.

## Verlust des Schiffes
Am 17. Juli 1943 wurde die Hatsuyuki vor Buin an der Südküste Bougainvilles vor Anker liegend von alliierten Flugzeugen angegriffen. Eine Bombe traf das hintere Munitionsdepot, das sofort explodierte und zur Versenkung des Schiffes bei ungefähr 6° 50′ S, 155° 47′ O im seichten Wasser führte. Bei der Explosion und dem Untergang gab es insgesamt 120 Tote (82 Besatzungsmitglieder und 38 Passagiere) und 36 Verletzte. Der Kommandant Korvettenkapitän Sugihara überlebte den Untergang. Am 5. Oktober 1943 erfolgte die Streichung des Schiffes aus dem Marineregister.

## Schiffswrack
Die Hatsuyuki war aufrecht auf sandigen Grund gesunken und wurde in den frühen 1970er Jahren zur Gewinnung von Altmetall umfangreich ausgeschlachtet. Bei den Bergungsarbeiten setzten die Taucher auch Kampfmittel des Zweiten Weltkriegs als Sprengladungen ein, um Zugang zum Rumpf und in das Innere des Schiffes zu erhalten. Dabei wurde mittels Sprengstoff auch einer der Geschütztürme vom Wrack gesprengt. Bei diesem Vorgehen traten auch vielfach menschliche Überreste zutage.
In den späten 1970er Jahren bis zum Ende der 1980er Jahre war das Schiffswrack ein beliebtes Tauchziel.